# 2006 у кіно
Найвідоміші фільми, серіали, мультфільми та події в історії кіно у 2006 році.

## Фільми

### А
- «Агент 117: Каїр — шпигунське гніздо»
- «Адреналін»
- «Американський пиріг 5: Гола миля»
- «Американська мрія»
- «Апокаліпсис»

### Б
- «Бандитки»
- «Біжи не озираючись»
- «Білий полон»
- «Безстрашний»
- «Бібі – маленька чарівниця та таємниця нічних птахів»
- «Бунтарка»

### В
- «Веселі ніжки» (анімація)
- «Вітер, що колише верес»
- «В гонитві за щастям»
- «Вогняна стіна»
- «Відпустка за обміном»
- «Відступники»
- «Відданий садівник»
- «Вежі-близнюки»

### Г
- «Громобій»

### Ґ
- «Ґарфілд 2»

### Д
- «Дім великої матусі 2»
- «Дівчина з води»
- «Дежа вю»
- «Дикість»
- «Дитя людське»
- «Дім-монстр» (анімація)
- «Дім біля озера»
- «Дрейф»
- «Дурна слава»

### Ж
- «Життя інших»

### З
- «Зміїний політ»
- «Загадка 9/11»

### І
- «Ілюзіоніст»
- «Інший світ: Еволюція»

### К
- «Клерки 2»
- «Клік: З пультом по життю»
- «Код да Вінчі»
- «Королева»
- «Коли дзвонить незнайомець»
- «Казино „Рояль“»

### Л
- «Лабіринт Фавна»
- «Люди Ікс: Остання битва»
- «Ласкаво просимо, або Сусідам вхід заборонений»

### М
- «Маленька міс Щастя»
- «Місія нездійсненна 3»
- «Моя жахлива няня»

### Н
- «Найголовніший бос»

### П
- «Повернення»
- «Повернення Супермена»

- «Пірати Карибського моря: Скриня мерця»
- «Повний облом»
- «Посейдон»
- «Престиж»
- «Пункт призначення 3»

### Р
- «Рокова красуня»

### С
- «Сайлент Хілл»
- «Свавілля на околиці»

### Т
- «Тачки» (анімація)
- «Трістан + Ізольда»
- «Тримай ритм»

### Х
- «Хибна спокуса»

### Щ
- «Щасливе число Слевіна»

## Нагороди

### Оскар
78-та церемонія вручення премії Американської академії кіномистецтва відбулася 5 березня 2006 року в Лос-Анджелесі.
- Найкращий фільм: Зіткнення
- Найкращий режисер: Енг Лі (Горбата гора)
- Найкраща акторка: Різ Візерспун (Перетнути межу)
- Найкращий актор: Філіп Сеймур Хоффман (Капоте)
- Найкращий іноземний фільм: «Тсотсі»("Tsotsi") (ПАР)
- Найкращий оригінальний сценарій: Зіткнення
- Найкращий адаптований сценарій: «Горбата гора»

### Каннський кінофестиваль
- Золота пальмова гілка: Кен Лоуч («Вітер, що колише ячмінь»)
- Великий приз (Гран-прі): Брюно Дюмон («Фландрія»)
- Найкраща акторка: акторський ансамбль фільму «Повернення»
- Найкращий актор: акторський ансамбль фільму «Патріоти»
- Найкращий режисер: Алехандро Гонсалес Іньярриту («Вавилон»)
- Найкращий сценарій: Педро Альмодовар («Повернення»)
- Приз журі: Андреа Арнольд («Червона дорога»)

## Топ 10 Найкасовіших фільмів року
| Місце | Назва                                       | Студія         | Світові касові збори, $ |
| ----- | ------------------------------------------- | -------------- | ----------------------- |
| 1     | Пірати Карибського моря: Скриня мерця       | Disney         | 1 066 179 725           |
| 2     | Код да Вінчі                                | Columbia       | 758 239 851             |
| 3     | Льодовиковий період 2: Глобальне потепління | Fox / Blue Sky | 655 388 158             |
| 4     | Казино Рояль                                | MGM / Columbia | 594 239 066             |
| 5     | Ніч у музеї                                 | Fox            | 574 480 052             |
| 6     | Тачки                                       | Disney / Pixar | 461 983 149             |
| 7     | Люди Ікс: Остання битва                     | Fox / Marvel   | 459 359 555             |
| 8     | Місія нездійсненна 3                        | Paramount      | 397 850 012             |
| 9     | Повернення Супермена                        | Warner Bros.   | 391 081 192             |
| 10    | Веселі ніжки                                | Warner Bros.   | 384 335 608             |

## Фільми
Дивись Категорія: Фільми 2006
 Україна
- Оранжлав
- Помаранчеве небо
- Хеппі Піпл
- Штольня

 США
- 10 кроків до успіху

## Персоналії

### Померли
- 9 січня: Міківер Мікк, естонський кіноактор та театральний режисер, драматург.
- 14 січня: Шеллі Вінтерс, американська акторка.
- 19 січня:
  - Полежаєв Сергій Олександрович, радянський і російський актор театру і кіно
  - Ентоні Франчоза[en], американський актор.
- 21 січня: Кошукова Луїза Олександрівна, радянська та російська акторка театру та кіно.
- 24 січня: Кріс Пен, американський актор.
- 26 січня: Малиновський Юрій Петрович, радянський, російський кінооператор.
- 8 лютого: Іфукубе Акіра, японський композитор класичної музики та музики до кінофільмів.
- 13 лютого: Андреас Катсулас[en], греко-американський актор.
- 14 лютого: Даррі Коул, французький актор.
- 15 лютого: Петров Андрій Павлович, радянський, російський композитор.
- 17 лютого: Самойлов Євген Валеріанович, радянський і російський актор.
- 24 лютого: Денніс Вівер[en], американський актор.
- 28 лютого: Поліщук Віктор Петрович, радянський і український актор театру і кіно.
- 13 березня: Морін Степлтон, американська акторка.
- 22 березня: Елой де ла Іглесіа, іспанський кінорежисер і сценарист.
- 25 березня: Річад Флейшер[en], американський кінорежисер.
- 3 квітня: Розстальний Віталій Григорович, український актор.
- 22 квітня: Аліда Валлі, італійська акторка.
- 1 червня: Довгань Володимир Захарович, радянський, український кінорежисер, сценарист.
- 23 червня: Аарон Спеллінг, американський продюсер.
- 27 червня: Мерзликін Микола Іванович, радянський, український актор та режисер.
- 8 липня: Джун Еллісон, американська акторка, співачка і танцюристка.
- 13 липня: Ред Баттонс, американський актор.
- 19 липня: Джек Ворден[en], американський актор.
- 21 липня: Мако Іуваматсу[en], японо-американський актор.
- 30 липня: Володимир Дахно, український кінорежисер і художник-аніматор.
- 10 серпня: Олексенко Степан Степанович, український актор.
- 24 серпня: Павлов Віктор Павлович, російський радянський актор театру і кіно
- 30 серпня: Гленн Форд, канадсько-американський актор.
- 4 вересня: Стів Ірвін, австралійський натураліст та тележурналіст.

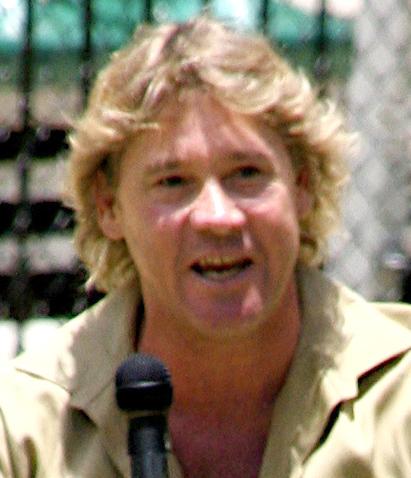
Стів Ірвін (1962—2006)

- 19 вересня: Буковський Анатолій Сергійович, радянський та український кінорежисер, актор, сценарист.
- 20 вересня:
  - Свен Нюквіст, шведський кінематографіст.
  - Мовчан Олександр Андрійович, радянський, український актор театру і кіно.
- 23 вересня: Малкольм Арнольд[en], англійський композитор.
- 24 вересня: Падміні, індійська акторка та професійна танцюристка.
- 26 вересня: Умурзакова Аміна Єргожаївна, акторка театру і кіно.
- 7 жовтня: Артеменко Костянтин Григорович, український актор і режисер.
- 20 жовтня: Джейн Ваєтт, американська акторка.
- 1 листопада: Едріенн Шеллі[en], американська акторка, режисер.
- 8 листопада: Безіл Поледуріс[en], греко-американський композитор.

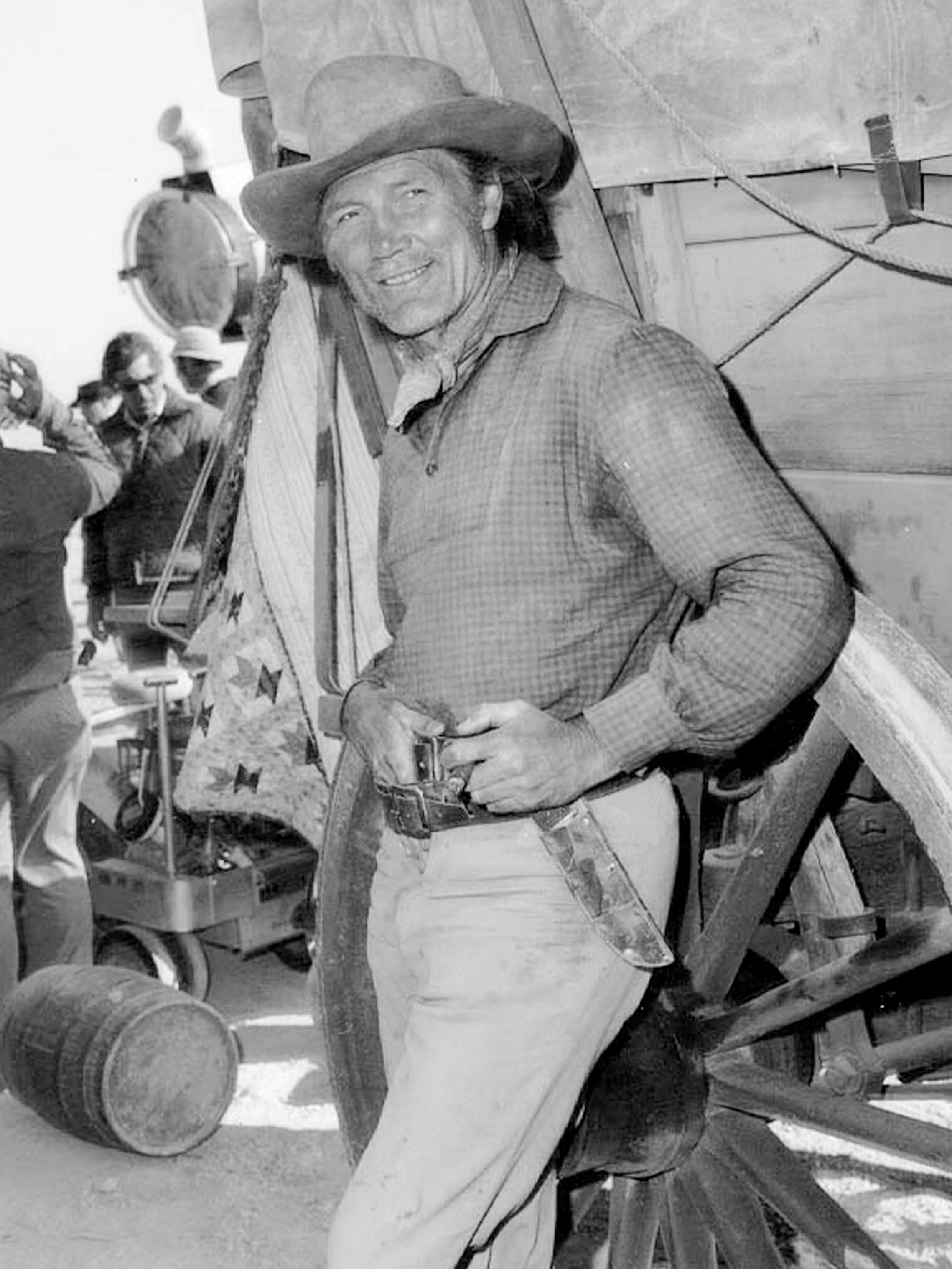
Джек Паланс (1919—2006)

- 10 листопада: Джек Паланс, американський актор українського походження.
- 20 листопада: Альтман Роберт, американський кінорежисер.
- 23 листопада: Філіпп Нуаре, французький актор театру і кіно.
- 28 листопада: Поліщук Любов Григорівна, радянська і російська акторка театру і кіно.
- 1 грудня: Клод Жад, французька акторка.
- 12 грудня: Пітер Бойл, американський актор.
- 18 грудня: Джозеф Барбера, американський режисер, продюсер, актор.
- 25 грудня: Джеймс Браун, американський співак, композитор.